# Вандербильт, Корнелиус III
Корнелиус Вандербильт III (англ. Cornelius Vanderbilt III; 5 сентября 1873, Нью-Йорк, Нью-Йорк — 1 марта 1942, Майами-Бич, Флорида) — американский изобретатель и военный, бригадный генерал, представитель семейства Вандербильтов.

## Биография
Родился 5 сентября 1873 года в Нью-Йорке в семье Корнелиуса Вандербильта II и его жены Элис Клейпул Гвинн.
Получил начальное образование у частных преподавателей в школе Святого Павла в Конкорде, штат Нью-Гэмпшир, затем поступил в Йельский университет, где получил степень бакалавра искусств в 1895 году. Вопреки воле отца, в августе 1896 года он женился на Грейс Грэм Уилсон (1870—1953) — младшем ребёнке нью-йоркского банкира Ричарда Торнтона Уилсона и его жены — Мелиссы Клементин Джонстон. В результате отец лишил его наследства. Оставаясь в Йельском университете до 1899 года, Корнелиус получил степень бакалавра философии. Также, проявляя большой интерес к техническим аспектам железнодорожного бизнеса своей семьи, он получил степень магистра технических наук в области машиностроения. После смерти отца, в 1899 году Вандербильт получил 500 000 долларов наличными и доход из трастового фонда в 1 миллион долларов.
В 1901 году Корнелиус Вандербильт получил звание младшего лейтенанта 12-го пехотного полка Национальной гвардии Нью-Йорка и оставался её членом в течение 33 лет. В декабре 1902 года он получил звание старшего лейтенанта и с сентября 1903 года по декабрь 1904 года служил адъютантом губернатора Нью-Йорка. В июне 1907 года он получил звание капитана и с октября 1908 года служил помощником командира дивизии. В июне 1912 года был произведён в подполковники и затем в генерал-инспекторы.
Вместе с бо́льшей частью Национальной гвардии Вандербильт был мобилизован 30 июня 1916 года и служил на границе с Мексикой. После того, как Соединённые Штаты объявили войну Германии и вступили в Первую мировую войну, в июле 1917 года он был произведён в полковники и назначен командиром 22-го инженерного полка Национальной гвардии Нью-Йорка. В сентябре 1917 года его подразделение было отправлено во Францию. В июле 1918 года Корнелиус Вандербильт был произведён в бригадные генералы и вскоре после этого вернулся в Соединённые Штаты. Был направлен в Кэмп-Льюис (ныне Форт-Льюис) в штате Вашингтон, где принял на себя командование 25-й бригадой, входившей в состав 13-й дивизии. Демобилизован из армии 3 января 1919 года. За боевые заслуги был награждён орденами и медалями.

## Семья и интересы
Корнелиус Вандербильт III и его жена Грейс оставались в браке до самой его смерти. У них было двое детей: Корнелиус Вандербильт IV (1898—1974) и Грейс Вандербильт Стивенс (1899—1964). После Первой мировой войны Вандербильт и его жена часто посещали Европу, становясь друзьями и гостями многочисленных членов европейских королевских семей, включая королеву Викторию.

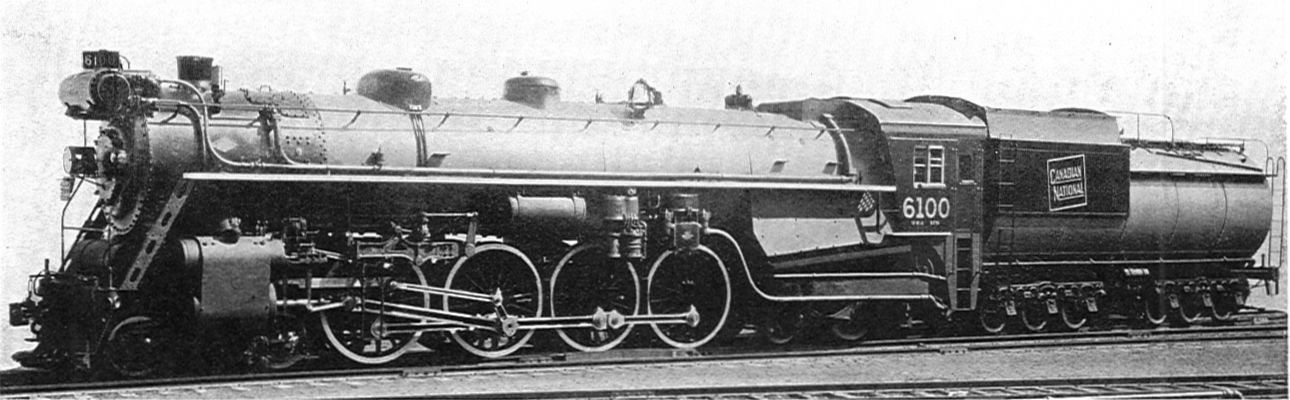
Паровоз с тендером Вандербильта

Имея техническое образование, Вандербильт был увлечён механическими вещами и запатентовал более тридцати изобретений для улучшения локомотивов и грузовых вагонов, в том числе несколько, которые принесли ему значительный лицензионный доход. Одними из наиболее важных были: гофрированная топка для локомотивов, которая привела к значительному увеличению эффективности использования топлива, цистерна цилиндрической формы для перевозки наливного масла и революционный тип локомотивного тендера. Кроме того, во время своих поездок в Лондон и Париж он перенял некоторые системы их метро для использования в Нью-Йорке, и в партнерстве с Августом Бельмонтом основал компанию Interborough Rapid Transit Company для строительства в Нью-Йорке линий метро.
Как и многие другие члены семьи Вандербильтов, яхтинг был одним из любимых занятий Корнелиуса. Он входил в советы директоров ряда крупных американских компаний-яхтостроителей. Был членом синдиката из девяти человек, построившего яхту Reliance, самую большую на то время в мире гоночную яхту с экипажем из почти 70 человек, с которой победно участвовал в Кубке Америки в 1903 году. Он был коммодором Нью-Йоркского яхт-клуба с 1906 по 1908 год. В 1910 году управлял своим 65-футовым шлюпом «Аврора» и одержал победу в гонке  за Кубок короля Эдуарда VII в Ньюпорте, Род-Айленд. До Первой мировой войны личной яхтой Вандербильта была «North Star», на которой он и его семья путешествовали по Европе и принимали многих высоких гостей, включая короля Эдуарда VII, кайзера Вильгельма II и царя Николая II. Во время войны яхта использовалась в качестве госпитального корабля, была повреждена в бою и после войны использовалась как морское судно для торговли с Китаем.
Корнелиус Вандербильт III умер на борту своей яхты от кровоизлияния в мозг во время отдыха в Майами-Бич, Флорида, 1 марта 1942 года. Был похоронен в семейном мавзолее Вандербильтов в Нью-Дорпе на Статен-Айленде, штат Нью-Йорк. Грейс Вандербильт умерла 7 января 1953 года и была похоронена рядом с мужем.